# Gran Premio motociclistico di Svezia 1984
Il Gran Premio motociclistico di Svezia è stato l'undicesimo appuntamento del motomondiale 1984. Si è svolto il 12 agosto sul circuito di Anderstorp e vi hanno gareggiato le classi 125, 250 e 500 oltre alla classe sidecar.
Le vittorie nelle tre gare in singolo disputate sono state di Eddie Lawson in 500, Manfred Herweh in 250 e Fausto Gresini in 125. Tra le motocarrozzette hanno trionfato Rolf Biland e Kurt Waltisperg.
Già assegnato dalla gara precedente il titolo della 125, vengono matematicamente assegnati i titoli della 500 a Eddie Lawson, della 250 a Christian Sarron e dei sidecars all'equipaggio Egbert Streuer/Bernard Schnieders; resta da assegnare solamente il titolo della classe 80, non presente in Svezia.

## Classe 500
Pur bastandogli un piazzamento per ottenere il titolo iridato con una gara di anticipo sul termine della stagione, lo statunitense Eddie Lawson si è imposto nella gara, precedendo il francese Raymond Roche e l'australiano Wayne Gardner.

### Arrivati al traguardo
| Pos. | Pilota              | Moto   | Tempo    | Griglia | Punti |
| ---- | ------------------- | ------ | -------- | ------- | ----- |
| 1    | Eddie Lawson        | Yamaha | 50.01.03 | 3       | 15    |
| 2    | Raymond Roche       | Honda  | 50.04.17 | 2       | 12    |
| 3    | Wayne Gardner       | Honda  | 50.20.51 | 5       | 10    |
| 4    | Takazumi Katayama   | Honda  | 50.37.39 | 11      | 8     |
| 5    | Robert McElnea      | Suzuki | 50.54.56 | 8       | 6     |
| 6    | Virginio Ferrari    | Yamaha | 50.56.73 | 10      | 5     |
| 7    | Boet van Dulmen     | Suzuki | 50.58.95 | 15      | 4     |
| 8    | Wolfgang von Muralt | Suzuki | 51.18.75 | 20      | 3     |
| 9    | Keith Huewen        | Honda  | 51.38.77 | 23      | 2     |
| 10   | Eero Hyvärinen      | Suzuki | 51.44.17 | 18      | 1     |
| 11   | Roger Burnett       | Suzuki | 1 giro   | 24      |       |
| 12   | Peter Lindén        | Honda  | 1 giro   | 32      |       |
| 13   | Paolo Ferretti      | Suzuki | 1 giro   | 35      |       |
| 14   | Anders Andersson    | Suzuki | 1 giro   | 30      |       |
| 15   | Kjeld Sörensen      | Suzuki | 1 giro   | 29      |       |
| 16   | Christoph Bürki     | Suzuki | 1 giro   | 34      |       |
| 17   | Esko Kuparinen      | Suzuki | 2 giri   | 26      |       |
| 18   | Timo Pohjola        | Yamaha | 2 giri   | 33      |       |
| 19   | Peter Sköld         | Suzuki | 2 giri   | 36      |       |

### Ritirati
| Pilota             | Moto       | Motivo | Griglia |
| ------------------ | ---------- | ------ | ------- |
| Ron Haslam         | Honda      |        | 1       |
| Randy Mamola       | Honda      |        | 4       |
| Barry Sheene       | Suzuki     |        | 6       |
| Franco Uncini      | Suzuki     |        | 7       |
| Didier de Radiguès | Chevallier |        | 9       |
| Reinhold Roth      | Honda      |        | 12      |
| Klaus Klein        | Suzuki     |        | 13      |
| Lorenzo Ghiselli   | Suzuki     |        | 14      |
| Sergio Pellandini  | Suzuki     |        | 16      |
| Gustav Reiner      | Suzuki     |        | 17      |
| Christian Le Liard | Chevallier |        | 19      |
| Steve Parrish      | Yamaha     |        | 21      |
| Leandro Becheroni  | Suzuki     |        | 22      |
| Fabio Biliotti     | Honda      |        | 25      |
| Rob Punt           | Suzuki     |        | 27      |
| Marco Gentile      | Yamaha     |        | 28      |
| Louis-Luc Maisto   | Honda      |        | 31      |

## Classe 250
Per il francese Christian Sarron è stato sufficiente il secondo posto nella gara per essere matematicamente campione mondiale della categoria, essendo il distacco ormai incolmabile anche per il tedesco Manfred Herweh che ha vinto la gara svedese.
Al terzo posto lo svizzero Jacques Cornu.

### Arrivati al traguardo
| Pos. | Pilota                 | Moto    | Tempo    | Griglia | Punti |
| ---- | ---------------------- | ------- | -------- | ------- | ----- |
| 1    | Manfred Herweh         | Rotax   | 43.28.67 | 1       | 15    |
| 2    | Christian Sarron       | Yamaha  | 43.28.91 | 7       | 12    |
| 3    | Jacques Cornu          | Yamaha  | 43.29.21 | 5       | 10    |
| 4    | Alan Carter            | Yamaha  | 43.29.28 | 3       | 8     |
| 5    | Harald Eckl            | Rotax   | 43.30.47 | 2       | 6     |
| 6    | Jean-François Baldé    | Pernod  | 43.30.78 | 4       | 5     |
| 7    | Carlos Lavado          | Yamaha  | 43.30.95 | 6       | 4     |
| 8    | Guy Bertin             | MBA     | 43.33.12 | 19      | 3     |
| 9    | Sito Pons              | Rotax   | 43.35.79 | 16      | 2     |
| 10   | Jean-Michel Mattioli   | Yamaha  | 43.41.24 | 15      | 1     |
| 11   | Jacques Bolle          | Pernod  | 43.44.94 | 8       |       |
| 12   | Siegfried Minich       | Yamaha  | 43.44.98 | 18      |       |
| 13   | Wayne Rainey           | Yamaha  | 43.53.94 | 17      |       |
| 14   | Donnie McLeod          | Yamaha  | 43.55.01 | 13      |       |
| 15   | Herbert Besendörfer    | Yamaha  | 44.13.45 | 47      |       |
| 16   | Ivan Palazzese         | Yamaha  | 44.26.10 | 31      |       |
| 17   | Stéphane Mertens       | Yamaha  | 44.26.41 | 27      |       |
| 18   | Manfred Obinger        | Yamaha  | 44.26.60 | 28      |       |
| 19   | Andy Watts             | EMC     | 44.30.70 | 48      |       |
| 20   | Anders Skov            | Yamaha  | 44.41.46 | 30      |       |
| 21   | Richard Hubin          | Yamaha  | 44.47.08 | 20      |       |
| 22   | Bruno Lüscher          | Yamaha  | 44.47.23 | 29      |       |
| 23   | Jean-Louis Guignabodet | Yamaha  | 44.58.81 | 11      |       |
| 24   | Eilert Lundstedt       | Yamaha  | 1 giro   | 49      |       |
| 25   | Per-Olof Ogeborn       | Kentaco | 1 giro   | 53      |       |

### Ritirati
| Pilota              | Moto       | Motivo | Griglia |
| ------------------- | ---------- | ------ | ------- |
| Martin Wimmer       | Yamaha     |        | 9       |
| Anton Mang          | Yamaha     |        | 10      |
| Teruo Fukuda        | Yamaha     |        | 12      |
| Thierry Espié       | Chevallier |        | 14      |
| Carlos Cardús       | Rotax      |        | 21      |
| Thierry Rapicault   | Yamaha     |        | 22      |
| August Auinger      | Monnet     |        | 23      |
| Karl-Thomas Grässel | Yamaha     |        | 24      |
| Niall Mackenzie     | Armstrong  |        | 25      |
| Roland Freymond     | Yamaha     |        | 26      |
| Bengt Elgh          | MBA        |        | 32      |
| Patrick Fernandez   | Yamaha     |        | 36      |

## Classe 125
Il già iridato pilota spagnolo Ángel Nieto non è venuto in Svezia; la vittoria è così andata ad uno dei suoi compagni di squadra alla Garelli, l'italiano Fausto Gresini che ha ottenuto in questo modo la sua prima vittoria nel motomondiale. Sul podio di Anderstorp anche l'austriaco August Auinger e l'altro italiano Eugenio Lazzarini.

### Arrivati al traguardo
| Pos. | Pilota             | Moto      | Tempo    | Griglia | Punti |
| ---- | ------------------ | --------- | -------- | ------- | ----- |
| 1    | Fausto Gresini     | Garelli   | 41.34.20 | 3       | 15    |
| 2    | August Auinger     | MBA       | 41.37.92 | 10      | 12    |
| 3    | Eugenio Lazzarini  | Garelli   | 41.47.58 | 2       | 10    |
| 4    | Maurizio Vitali    | MBA       | 41.50.82 | 4       | 8     |
| 5    | Johnny Wickström   | MBA       | 41.50.86 | 7       | 6     |
| 6    | Alex Bedford       | MBA       | 42.13.00 | 9       | 5     |
| 7    | Stefano Caracchi   | MBA       | 42.13.16 | 8       | 4     |
| 8    | Håkan Olsson       | Starol    | 42.28.12 | 14      | 3     |
| 9    | Lucio Pietroniro   | MBA       | 42.28.47 | 15      | 2     |
| 10   | Olivier Liégeois   | MBA       | 42.28.92 | 12      | 1     |
| 11   | Anton Straver      | MBA       | 42.31.27 | 17      |       |
| 12   | Jacky Hutteau      | MBA       | 42.42.95 | 19      |       |
| 13   | Domenico Brigaglia | MBA       | 42.43.79 | 18      |       |
| 14   | Willi Hupperich    | Seel      | 43.15.08 | 28      |       |
| 15   | Ton Spek           | MBA       | 43.19.42 | 23      |       |
| 16   | Mickel Nielsen     | MBA       | 1 giro   | 24      |       |
| 17   | Boy van Erp        | MBA       | 1 giro   | 33      |       |
| 18   | Helmut Lichtenberg | MBA       | 1 giro   | 26      |       |
| 19   | Flemming Sörensen  | MBA       | 1 giro   | 25      |       |
| 20   | Thomas Pedersen    | MBA       | 1 giro   | 29      |       |
| 21   | Lars-Erik Kallesøe | Laserelli | 1 giro   | 30      |       |
| 22   | Jikka Jaakkola     | MBA       | 1 giro   | 36      |       |
| 23   | Peter Sommer       | MBA       | 1 giro   | 34      |       |
| 24   | Jörgen Ask         | MBA       | 1 giro   | 35      |       |

### Ritirati
| Pilota             | Moto | Motivo | Griglia |
| ------------------ | ---- | ------ | ------- |
| Jean-Claude Selini | MBA  |        | 1       |
| Bruno Kneubühler   | MBA  |        | 5       |
| Luca Cadalora      | MBA  |        | 6       |
| Ezio Gianola       | MBA  |        | 11      |
| Willy Pérez        | MBA  |        | 13      |
| Henk van Kessel    | MBA  |        | 16      |
| Jussi Hautanimi    | MBA  |        | 20      |
| Juha Pakkanen      | MBA  |        | 21      |
| Hannu Kallio       | MBA  |        | 22      |
| Henrik Rasmussen   | MBA  |        | 27      |
| Flemming Kistrup   | MBA  |        | 31      |
| Giuseppe Ascareggi | MBA  |        | 32      |

## Classe sidecar
Egbert Streuer e Bernard Schnieders ottengono il quarto posto che gli bastava per essere certi del primo titolo nel motomondiale, a prescindere dal risultato degli avversari; divengono così i primi olandesi a conquistare l'iride nella classe sidecar. La vittoria di tappa va ai campioni uscenti Rolf Biland-Kurt Waltisperg, salgono sul podio anche Schwärzel-Huber e Michel-Fresc (gli equipaggi che avevano ancora una chance di strappare il titolo a Streuer).
Il Gran Premio è stato contrassegnato anche dagli incidenti. Uno durante le prove riguarda l'equipaggio tedesco Egon Schons-Eckart Rösinger, con il passeggero che riporta serie ferite e viene trasportato in ospedale in elicottero; un altro in gara vede protagonisti Masato Kumano-Helmut Diehl.
La classifica finale della stagione è la seguente: Streuer 75 punti, Schwärzel 72, Michel 65, Biland 57.

### Arrivati al traguardo (posizioni a punti)[2][7]
| Pos | Pilota           | Passeggero         | Moto       | Tempo    | Punti |
| --- | ---------------- | ------------------ | ---------- | -------- | ----- |
| 1   | Rolf Biland      | Kurt Waltisperg    | LCR-Yamaha | 39'22"87 | 15    |
| 2   | Werner Schwärzel | Andreas Huber      | LCR-Yamaha | +4"81    | 12    |
| 3   | Alain Michel     | Jean-Marc Fresc    | LCR-Yamaha | +8"36    | 10    |
| 4   | Egbert Streuer   | Bernard Schnieders | LCR-Yamaha | +35"23   | 8     |
| 5   | Derek Jones      | Brian Ayres        | LCR-Yamaha | +1'00"85 | 6     |
| 6   | Derek Bailey     | Brian Nixon        | LCR-Yamaha | +1'04"25 | 5     |
| 7   | Steve Webster    | Tony Hewitt        | LCR-Yamaha | +1'04"36 | 4     |
| 8   | Mick Barton      | Simon Birchall     | LCR-Yamaha | +1'28"32 | 3     |
| 9   | Alfred Zurbrügg  | Martin Zurbrügg    | LCR-Yamaha | +1'35"58 | 2     |
| 10  | Hans Hügli       | Andreas Schütz     | LCR-Yamaha | +1 giro  | 1     |